# Magda Bianchi Lázzari
Magda Bianchi Lázzari là một nhà ngoại giao, nhà hoạt động người Guatemala, và là cựu Đệ nhất phu nhân Guatemala từ năm 1991 đến năm 1993. Bà là vợ của ông Jorge Serrano Elías, tổng thống Guatemala.
Bianchi theo dõi các hoạt động do người tiền nhiệm của cô, Raquel Blandón khởi xướng. Bianchi là một nhà hoạt động tập trung vào quyền của phụ nữ, trẻ em và người già và các vấn đề ảnh hưởng đến người khuyết tật ở Guatemala. Cô đi cùng với Tổng thống Serrano Elías trong nhiều chuyến thăm cấp nhà nước của ông.
Sau khi Tổng thống Serrano giải tán Quốc hội và khởi xướng "Serranazo", Tòa án Hiến pháp tuyên bố các quyết định của Tổng thống là vô hiệu, cũng tuyên bố Phó Tổng thống Gustavo Espina là bất hợp pháp để thành công Serrano. Serrano và vợ đã đi lưu vong ở Panama, nơi họ hiện đang cư trú.